# Lodewijk van Guyenne
Lodewijk van Guyenne (Parijs, 22 januari 1397 – Parijs, 18 december 1415) was de achtste van twaalf kinderen van koning Karel VI van Frankrijk en Isabella van Beieren. Hij was hun derde zoon en de tweede om de titels dauphin van Viennois en hertog van Guyenne te voeren, die hij in 1401 erfde na het overlijden van zijn oudere broer, Karel (1392-1401).

## Leven

### Geboorte en doop
Lodewijk werd tussen het achtste en negende uur van de avond geboren in de koninklijk hôtel Saint-Pol in Parijs. Hij werd de volgende dag in aanwezigheid van acht prelaten, waaronder de abt van Saint-Denis, in de parochiekerk Église Saint-Paul-Saint-Louis gedoopt. Er was ook een grote groep edelmannen en -vrouwen aanwezig. Het kind werd door hertog Lodewijk van Orléans, Pierre le Bègue de Villaines en gravin Johanna van Ligny naar de doopvont gedragen. Zij gaven hem de naam Lodewijk en de aartsbisschop van Vienne verrichtte de doop.

### In zijn moeders huishouden
Lodewijk bracht zijn eerste levensjaren door in de zorg van zijn moeder. Pas na de dood van zijn oudere broer Karel, op 13 januari 1401, won hij aan politieke belang doordat hij van deze de Dauphiné erfde. Op 14 januari beleende koning Karel VI zijn zoon Lodewijk formeel met de hertogdom Guyenne en verhief hem als hertog van Guyenne tot pair van Frankrijk. Op 28 februari 1402 werd Lodewijk door zijn vader juridisch geëmancipeerd en deed hij hommage voor Guyenne. Desalniettemin had de jonge dauphin geen eigen huishouden of schatkist, waardoor het geld dat door de schatmeester van de Dauphiné werd geïnd bij zijn moeder werd gedeponeerd. De inkomsten van Guyenne werd door hertog Jan van Berry, als luitenant-generaal van de Languedoc, overzien.
Op 26 april 1403 decreteerde Karel VI dat indien Lodewijk de troon als minderjarige zou erven, hij niet onder een traditionele regentschap zou komen te staan, maar dat de koningin-moeder, de hertog van Orléans (Lodewijk I), Bourbon (Lodewijk II), Bourgondië (Filips de Stoute) en Berry (Jan) hem als leidsmannen zouden bijstaan. Op 28 april stemde de koning in met het huwelijk van Lodewijk en Margaretha, dochter van graaf Jan van Nevers en een kleindochter van hertog Filips de Stoute van Bourgondië, die voorheen al was verloofd geweest met de dauphin Karel. Op 4 juli bevestigde een koninklijke ordonnantie de levenslange toekenning van de inkomsten van Guyenne aan de hertog van Berry, die bij het overlijden van deze terug aan Lodewijk zouden toevallen. Op 30 januari 1404 beval de koning de oprichting van een huishouden (hôtel) en schatkist voor de zeven jaar oude Lodewijk, die waren scheiden van dat van Isabella.

### Zijn eigen huishouden
Hoewel Lodewijks huwelijkscontract op 5 mei 1403 was ondertekend geweest voor een grote raad van het rijk, was de hertog van Orléans, die had gehoopt dat zijn dochter met de dauphin zou trouwen, hierop afwezig. Het huwelijk van Lodewijks zus Michelle met Margaretha's broer, graaf Filips van Charolais, werd tijdens deze raadszitting gefinaliseerd. Aangezien Lodewijk en Margaretha naar canoniek recht te nauwe bloedverwanten waren, moest een pauselijke dispensatie worden verkregen. Daarom zouden Lodewijk en Margaretha pas op 30 augustus 1404 in de kathedraal Notre-Dame van Parijs met elkaar in het huwelijk treden.
Terwijl Karel VI verder in waanzin wegzakte, werd invloed op en controle over Lodewijk van toenemend belang voor de partijen die het koninklijk beleid zochten te controleren. In 1404 was Lodewijks schoonvader, Jan zonder Vrees, hertog van Bourgondië geworden. In 1405 pleegde de hertog van Orléans, in samenwerking met de koningin, de zogenaamde "eerste ontvoering van de Dauphin" teneinde Lodewijk van onder de invloed van zijn schoonvader uit te halen. Toen de hertog van Bourgondië naar Parijs trok om gehoor te geven aan een koninklijke oproep, verlieten de hertog van Orléans en de koningin de stad en zonden een bericht naar Lodewijk met de vraag om hen te vergezellen. De dauphin, die ziek was, werd per boot en vervolgens in een draagkoets naar Juvisy gebracht, waar hij door de heer van Saint-Georges, een vazal van zijn schoonvader, werd onderschept. De hertog van Bourgondië en de graaf van Charolais zouden hem daar vervolgens ontmoeten en hem in een draagskoets terug naar Parijs begeleiden. Daar werd de jonge hertog in het Louvre ondergebracht omdat dit makkelijker te verdedigen was dan de hôtel Saint-Pol.
In 1409 werd Jean de Nielles, die reeds kanselier van de koningin was en een ridder die bekend stond voor zijn loyaliteit aan de Bourgondische hertog, ook aangesteld als Lodewijks kanselier. De hertog van Bourgondië stelde tevens Pierre de Fontenay aan als Lodewijks maître d'hôtel, terwijl de hertog van Orléans verkoos zijn kamerheren, afwisselend tussen de heren van Blaru en Offemont, naar voren schoof. De invloed van de hertogen bleek zelfs duidelijk uit Lodewijks koopgedrag: hij bezocht de kooplieden die hofleveranciers waren van de hertog van Bourgondië en Orléans.

### Oorlog en dood
Tijdens de burgeroorlog tussen de Armagnacs en de Bourguignons, werd het afsluiten van het verdrag van Chartres op 8 maart 1409, het verdrag van Bicêtre op 2 november 1410 en het verdrag van Auxerre op 22 augustus 1412 aan Lodewijk toegeschreven. De vrede van Chartres werd door zijn tijdgenoten als een paix fourrée, een schijnvrede,  bespot. In de periode tussen de moord op de hertog van Orléans in 1407 en de opstand van de Cabochiens in 1413 domineerde de hertog van Bourgondië het hof van de hertog van Guyenne. Tijdens de opstand van 1413 verving hij de schatmeester van zijn schoonzoon, François de Nerly, door een van zijn eigen vertrouwelingen, Jean de Noident, maar moest vervolgens vluchten uit Parijs. In december 1413 smeekte Lodewijk zelf om uit de stad te worden gered, omdat hij de triomfantelijke Armagnacs niet vertrouwde.
Lodewijk was niet aanwezig bij de voor de Fransen rampzalige slag bij Azincourt (oktober 1415), daar hij bij zijn vader Karel VI in Rouen was gebleven. Lodewijk overleed op 18 december 1415, mogelijk aan dysenterie, zoals is opgetekend door de monnik en kroniekschrijver Michel Pintoin van de abdij van Saint-Denis.

## In literatuur en film
Lodewijk was vermoedelijk de oorspronkelijke ontvanger van het Breviarium van Chateauroux. Het was ook voor hem dat Christine de Pizan haar Livre du corps de policie (1406-1407) en Livre de paix (1412-1413) schreef als instructies voor een jong heerser.
Lodewijk werd opgevoerd als dauphin in William Shakespeare's Hendrik V. Hij werd in de filmadaptie uit 1944 door Max Adrian gespeeld, door Michael Maloney in die uit 1989 en door Edward Akrout in die uit 2012.
In 2019 werd Lodewijk geportretteerd door Robert Pattinson in de Netflix film “The King”.

## Kwartierstaat (voorouders)
| Jan II van Frankrijk (1319-1364) | Jan II van Frankrijk (1319-1364) | Jan II van Frankrijk (1319-1364) | Jan II van Frankrijk (1319-1364) | Jan II van Frankrijk (1319-1364)  | Jan II van Frankrijk (1319-1364)  | Bonne van Luxemburg (1315-1349)   | Bonne van Luxemburg (1315-1349)   | Bonne van Luxemburg (1315-1349)   | Bonne van Luxemburg (1315-1349)   | Bonne van Luxemburg (1315-1349)    | Bonne van Luxemburg (1315-1349)    |                                    |                                    | Peter I van Bourbon (1311-1356)    | Peter I van Bourbon (1311-1356)    | Peter I van Bourbon (1311-1356) | Peter I van Bourbon (1311-1356) | Peter I van Bourbon (1311-1356) | Peter I van Bourbon (1311-1356) | Isabella van Valois (1313-1383) | Isabella van Valois (1313-1383) | Isabella van Valois (1313-1383) | Isabella van Valois (1313-1383) | Isabella van Valois (1313-1383)  | Isabella van Valois (1313-1383)  |                                  |                                  | Stefanus II van Beieren (1319-1375) | Stefanus II van Beieren (1319-1375) | Stefanus II van Beieren (1319-1375) | Stefanus II van Beieren (1319-1375) | Stefanus II van Beieren (1319-1375)      | Stefanus II van Beieren (1319-1375)      | Elisabeth van Sicilië (1310-1349)        | Elisabeth van Sicilië (1310-1349)        | Elisabeth van Sicilië (1310-1349)        | Elisabeth van Sicilië (1310-1349)        | Elisabeth van Sicilië (1310-1349) | Elisabeth van Sicilië (1310-1349) |                                  |                                  | Bernabò Visconti (ca. 1319/1322-1385) | Bernabò Visconti (ca. 1319/1322-1385) | Bernabò Visconti (ca. 1319/1322-1385) | Bernabò Visconti (ca. 1319/1322-1385) | Bernabò Visconti (ca. 1319/1322-1385) | Bernabò Visconti (ca. 1319/1322-1385) | Beatrice della Scala (overleden in 1384) | Beatrice della Scala (overleden in 1384) | Beatrice della Scala (overleden in 1384) | Beatrice della Scala (overleden in 1384) | Beatrice della Scala (overleden in 1384) | Beatrice della Scala (overleden in 1384) |  |  |  |  |  |  |  |  |  |  |  |  |  |  |  |  |  |  |  |  |  |  |  |  |  |  |  |  |  |  |  |  |  |  |  |  |  |  |  |  |  |  |  |  |  |  |  |  |
| Jan II van Frankrijk (1319-1364) | Jan II van Frankrijk (1319-1364) | Jan II van Frankrijk (1319-1364) | Jan II van Frankrijk (1319-1364) | Jan II van Frankrijk (1319-1364)  | Jan II van Frankrijk (1319-1364)  | Bonne van Luxemburg (1315-1349)   | Bonne van Luxemburg (1315-1349)   | Bonne van Luxemburg (1315-1349)   | Bonne van Luxemburg (1315-1349)   | Bonne van Luxemburg (1315-1349)    | Bonne van Luxemburg (1315-1349)    |                                    |                                    | Peter I van Bourbon (1311-1356)    | Peter I van Bourbon (1311-1356)    | Peter I van Bourbon (1311-1356) | Peter I van Bourbon (1311-1356) | Peter I van Bourbon (1311-1356) | Peter I van Bourbon (1311-1356) | Isabella van Valois (1313-1383) | Isabella van Valois (1313-1383) | Isabella van Valois (1313-1383) | Isabella van Valois (1313-1383) | Isabella van Valois (1313-1383)  | Isabella van Valois (1313-1383)  |                                  |                                  | Stefanus II van Beieren (1319-1375) | Stefanus II van Beieren (1319-1375) | Stefanus II van Beieren (1319-1375) | Stefanus II van Beieren (1319-1375) | Stefanus II van Beieren (1319-1375)      | Stefanus II van Beieren (1319-1375)      | Elisabeth van Sicilië (1310-1349)        | Elisabeth van Sicilië (1310-1349)        | Elisabeth van Sicilië (1310-1349)        | Elisabeth van Sicilië (1310-1349)        | Elisabeth van Sicilië (1310-1349) | Elisabeth van Sicilië (1310-1349) |                                  |                                  | Bernabò Visconti (ca. 1319/1322-1385) | Bernabò Visconti (ca. 1319/1322-1385) | Bernabò Visconti (ca. 1319/1322-1385) | Bernabò Visconti (ca. 1319/1322-1385) | Bernabò Visconti (ca. 1319/1322-1385) | Bernabò Visconti (ca. 1319/1322-1385) | Beatrice della Scala (overleden in 1384) | Beatrice della Scala (overleden in 1384) | Beatrice della Scala (overleden in 1384) | Beatrice della Scala (overleden in 1384) | Beatrice della Scala (overleden in 1384) | Beatrice della Scala (overleden in 1384) |  |  |  |  |  |  |  |  |  |  |  |  |  |  |  |  |  |  |  |  |  |  |  |  |  |  |  |  |  |  |  |  |  |  |  |  |  |  |  |  |  |  |  |  |  |  |  |  |
|                                  |                                  |                                  |                                  |                                   |                                   |                                   |                                   |                                   |                                   |                                    |                                    |                                    |                                    |                                    |                                    |                                 |                                 |                                 |                                 |                                 |                                 |                                 |                                 |                                  |                                  |                                  |                                  |                                     |                                     |                                     |                                     |                                          |                                          |                                          |                                          |                                          |                                          |                                   |                                   |                                  |                                  |                                       |                                       |                                       |                                       |                                       |                                       |                                          |                                          |                                          |                                          |                                          |                                          |  |  |  |  |  |  |  |  |  |  |  |  |  |  |  |  |  |  |  |  |  |  |  |  |  |  |  |  |  |  |  |  |  |  |  |  |  |  |  |  |  |  |  |  |  |  |  |  |
|                                  |                                  |                                  |                                  | Karel V van Frankrijk (1337-1380) | Karel V van Frankrijk (1337-1380) | Karel V van Frankrijk (1337-1380) | Karel V van Frankrijk (1337-1380) | Karel V van Frankrijk (1337-1380) | Karel V van Frankrijk (1337-1380) |                                    |                                    |                                    |                                    |                                    |                                    | Johanna van Bourbon (1338-1378) | Johanna van Bourbon (1338-1378) | Johanna van Bourbon (1338-1378) | Johanna van Bourbon (1338-1378) | Johanna van Bourbon (1338-1378) | Johanna van Bourbon (1338-1378) |                                 |                                 |                                  |                                  |                                  |                                  |                                     |                                     |                                     |                                     | Stefanus III van Beieren (ca. 1337-1413) | Stefanus III van Beieren (ca. 1337-1413) | Stefanus III van Beieren (ca. 1337-1413) | Stefanus III van Beieren (ca. 1337-1413) | Stefanus III van Beieren (ca. 1337-1413) | Stefanus III van Beieren (ca. 1337-1413) |                                   |                                   |                                  |                                  |                                       |                                       | Taddea Visconti (1352-1381)           | Taddea Visconti (1352-1381)           | Taddea Visconti (1352-1381)           | Taddea Visconti (1352-1381)           | Taddea Visconti (1352-1381)              | Taddea Visconti (1352-1381)              |                                          |                                          |                                          |                                          |  |  |  |  |  |  |  |  |  |  |  |  |  |  |  |  |  |  |  |  |  |  |  |  |  |  |  |  |  |  |  |  |  |  |  |  |  |  |  |  |  |  |  |  |  |  |  |  |
|                                  |                                  |                                  |                                  | Karel V van Frankrijk (1337-1380) | Karel V van Frankrijk (1337-1380) | Karel V van Frankrijk (1337-1380) | Karel V van Frankrijk (1337-1380) | Karel V van Frankrijk (1337-1380) | Karel V van Frankrijk (1337-1380) |                                    |                                    |                                    |                                    |                                    |                                    | Johanna van Bourbon (1338-1378) | Johanna van Bourbon (1338-1378) | Johanna van Bourbon (1338-1378) | Johanna van Bourbon (1338-1378) | Johanna van Bourbon (1338-1378) | Johanna van Bourbon (1338-1378) |                                 |                                 |                                  |                                  |                                  |                                  |                                     |                                     |                                     |                                     | Stefanus III van Beieren (ca. 1337-1413) | Stefanus III van Beieren (ca. 1337-1413) | Stefanus III van Beieren (ca. 1337-1413) | Stefanus III van Beieren (ca. 1337-1413) | Stefanus III van Beieren (ca. 1337-1413) | Stefanus III van Beieren (ca. 1337-1413) |                                   |                                   |                                  |                                  |                                       |                                       | Taddea Visconti (1352-1381)           | Taddea Visconti (1352-1381)           | Taddea Visconti (1352-1381)           | Taddea Visconti (1352-1381)           | Taddea Visconti (1352-1381)              | Taddea Visconti (1352-1381)              |                                          |                                          |                                          |                                          |  |  |  |  |  |  |  |  |  |  |  |  |  |  |  |  |  |  |  |  |  |  |  |  |  |  |  |  |  |  |  |  |  |  |  |  |  |  |  |  |  |  |  |  |  |  |  |  |
|                                  |                                  |                                  |                                  |                                   |                                   |                                   |                                   |                                   |                                   | Karel VI van Frankrijk (1368-1422) | Karel VI van Frankrijk (1368-1422) | Karel VI van Frankrijk (1368-1422) | Karel VI van Frankrijk (1368-1422) | Karel VI van Frankrijk (1368-1422) | Karel VI van Frankrijk (1368-1422) |                                 |                                 |                                 |                                 |                                 |                                 |                                 |                                 |                                  |                                  |                                  |                                  |                                     |                                     |                                     |                                     |                                          |                                          |                                          |                                          |                                          |                                          | Isabella van Beieren (1371-1435)  | Isabella van Beieren (1371-1435)  | Isabella van Beieren (1371-1435) | Isabella van Beieren (1371-1435) | Isabella van Beieren (1371-1435)      | Isabella van Beieren (1371-1435)      |                                       |                                       |                                       |                                       |                                          |                                          |                                          |                                          |                                          |                                          |  |  |  |  |  |  |  |  |  |  |  |  |  |  |  |  |  |  |  |  |  |  |  |  |  |  |  |  |  |  |  |  |  |  |  |  |  |  |  |  |  |  |  |  |  |  |  |  |
|                                  |                                  |                                  |                                  |                                   |                                   |                                   |                                   |                                   |                                   | Karel VI van Frankrijk (1368-1422) | Karel VI van Frankrijk (1368-1422) | Karel VI van Frankrijk (1368-1422) | Karel VI van Frankrijk (1368-1422) | Karel VI van Frankrijk (1368-1422) | Karel VI van Frankrijk (1368-1422) |                                 |                                 |                                 |                                 |                                 |                                 |                                 |                                 |                                  |                                  |                                  |                                  |                                     |                                     |                                     |                                     |                                          |                                          |                                          |                                          |                                          |                                          | Isabella van Beieren (1371-1435)  | Isabella van Beieren (1371-1435)  | Isabella van Beieren (1371-1435) | Isabella van Beieren (1371-1435) | Isabella van Beieren (1371-1435)      | Isabella van Beieren (1371-1435)      |                                       |                                       |                                       |                                       |                                          |                                          |                                          |                                          |                                          |                                          |  |  |  |  |  |  |  |  |  |  |  |  |  |  |  |  |  |  |  |  |  |  |  |  |  |  |  |  |  |  |  |  |  |  |  |  |  |  |  |  |  |  |  |  |  |  |  |  |
|                                  |                                  |                                  |                                  |                                   |                                   |                                   |                                   |                                   |                                   |                                    |                                    |                                    |                                    |                                    |                                    |                                 |                                 |                                 |                                 |                                 |                                 |                                 |                                 |                                  |                                  |                                  |                                  |                                     |                                     |                                     |                                     |                                          |                                          |                                          |                                          |                                          |                                          |                                   |                                   |                                  |                                  |                                       |                                       |                                       |                                       |                                       |                                       |                                          |                                          |                                          |                                          |                                          |                                          |  |  |  |  |  |  |  |  |  |  |  |  |  |  |  |  |  |  |  |  |  |  |  |  |  |  |  |  |  |  |  |  |  |  |  |  |  |  |  |  |  |  |  |  |  |  |  |  |
|                                  |                                  |                                  |                                  |                                   |                                   |                                   |                                   |                                   |                                   |                                    |                                    |                                    |                                    |                                    |                                    |                                 |                                 |                                 |                                 |                                 |                                 |                                 |                                 |                                  |                                  |                                  |                                  |                                     |                                     |                                     |                                     |                                          |                                          |                                          |                                          |                                          |                                          |                                   |                                   |                                  |                                  |                                       |                                       |                                       |                                       |                                       |                                       |                                          |                                          |                                          |                                          |                                          |                                          |  |  |  |  |  |  |  |  |  |  |  |  |  |  |  |  |  |  |  |  |  |  |  |  |  |  |  |  |  |  |  |  |  |  |  |  |  |  |  |  |  |  |  |  |  |  |  |  |
| Isabella van Valois (1389-1409)  | Isabella van Valois (1389-1409)  | Isabella van Valois (1389-1409)  | Isabella van Valois (1389-1409)  | Isabella van Valois (1389-1409)   | Isabella van Valois (1389-1409)   |                                   |                                   | Johanna van Valois (1391-1433)    | Johanna van Valois (1391-1433)    | Johanna van Valois (1391-1433)     | Johanna van Valois (1391-1433)     | Johanna van Valois (1391-1433)     | Johanna van Valois (1391-1433)     |                                    |                                    | Michelle van Valois (1395-1422) | Michelle van Valois (1395-1422) | Michelle van Valois (1395-1422) | Michelle van Valois (1395-1422) | Michelle van Valois (1395-1422) | Michelle van Valois (1395-1422) |                                 |                                 | Lodewijk van Guyenne (1397-1415) | Lodewijk van Guyenne (1397-1415) | Lodewijk van Guyenne (1397-1415) | Lodewijk van Guyenne (1397-1415) | Lodewijk van Guyenne (1397-1415)    | Lodewijk van Guyenne (1397-1415)    |                                     |                                     | Jan van Touraine (1398-1417)             | Jan van Touraine (1398-1417)             | Jan van Touraine (1398-1417)             | Jan van Touraine (1398-1417)             | Jan van Touraine (1398-1417)             | Jan van Touraine (1398-1417)             |                                   |                                   | Catharina van Valois (1401-1437) | Catharina van Valois (1401-1437) | Catharina van Valois (1401-1437)      | Catharina van Valois (1401-1437)      | Catharina van Valois (1401-1437)      | Catharina van Valois (1401-1437)      |                                       |                                       | Karel VII van Frankrijk (1403-1461)      | Karel VII van Frankrijk (1403-1461)      | Karel VII van Frankrijk (1403-1461)      | Karel VII van Frankrijk (1403-1461)      | Karel VII van Frankrijk (1403-1461)      | Karel VII van Frankrijk (1403-1461)      |  |  |  |  |  |  |  |  |  |  |  |  |  |  |  |  |  |  |  |  |  |  |  |  |  |  |  |  |  |  |  |  |  |  |  |  |  |  |  |  |  |  |  |  |  |  |  |  |